# Durrus
Durrus (iriska: Dúras) är en ort i republiken Irland.   Den ligger i grevskapet County Cork och provinsen Munster, i den sydvästra delen av landet, 300 km sydväst om huvudstaden Dublin. Durrus ligger 23 meter över havet och antalet invånare är 334.
Terrängen runt Durrus är kuperad åt nordväst, men åt sydost är den platt. Havet är nära Durrus åt nordväst. Runt Durrus är det glesbefolkat, med 14 invånare per kvadratkilometer. Närmaste större samhälle är Bantry, 9,4 km nordost om Durrus. Trakten runt Durrus består i huvudsak av gräsmarker.